# Henning Schwartz
Henning Christian Holm Schwartz (født 10. oktober 1922 i Skive Landsogn, død 29. december 2023) var en dansk modstandsmand og civilingeniør.
Henning Schwartz var søn af Johannes Schwartz og Kristiane Holm. Han blev matematisk student fra Struer Statsgymnasium i 1942 og bygningsingeniør fra Polyteknisk Læreanstalt i 1947. Han arbejdede med olieefterforskning og -udvinding for Shell International Petroleum Company i Venezuela 1947-1960 og var afdelingschef i Dansk Shell fra 1960, først som tegnestuechef og senere som landechef for oplagring og distribution af olieprodukter. Han var i 1981-1982 udstationeret i Mombasa, Kenya før han gik på pension 1982.
Schwartz blev 9. juni 1951 gift med Jytte Schierbeck (død 2015) som han havde mødt i studietiden i København. De fik tre børn.

## Besættelsen og modstandskampen
Omfanget af Schwartz illegale arbejde før han flyttede til København til civilingeniørstudiet vides ikke, men blandt hans kammerater var både Erik Nyemann og Christian Ulrik Hansen, som han senere også havde kontakt med i København. Schwartz beskrev sine og Erik Nyemanns aktiviteter fra Skive: "Vi holdt af at “vælte” nazimøder og i øvrigt genere nazisterne på alle tænkelige måder ”berettede Schwartz efter krigen. En af de personer som Schwartz og Nyemann kendte, var den senere jyske sabotagechef Jens Toldstrup, som de dyrkede terrænsport sammen med.
I starten af sommeren 1943 aftjente Schwartz sin værnepligt ved ingeniørtropperne i Holbæk, og blev senere på tysk befaling flyttet til Næstved Kaserne, hvor de senere gruppekammerater også befandt sig, og her opstod den gruppe 4, der i HD II også var kendt som gruppen fra Gasværksvej. Gruppen havde smuglet våben ud fra Næstved Kasserne, og i efteråret 1943 engagerede gruppen sig i sabotage.
I hele vinteren 1943-44 havde Schwartz boet i et pensionat i Vendersgade, hvor bl.a. Erik og Christian flere gange overnattede hos ham. "Også vi andre havde af og til også besøgt ham" skrev Bob Ramsing. Men for at få mere ro til eksamenslæsning var Schwartz flyttet ud i en tom lejlighed på Fuglebakkevej. For en sikkerheds skyld havde Schwartz aftalt et særligt ringesignal med sine illegale kammerater, I midten af maj måned forlod Erik Nyemann sin lejlighed og flyttede ind hos Schwartz. Schwartz bliver beskrevet som "En god kammerat af os alle, og selv engageret i en anden sabotagegruppe" af gruppekammeraten Bob Ramsing i bogen De Illegale. Den 26.03.1944 medvirkede Schwartz i et likvideringsforsøg på Vognmanden Poul Chr. Nord.
Om morgenen den 17. maj 1944 lød et særligt svagt signal på døren til lejligheden på Fuglebakken, og Schwartz lukkede op. Da der blev lukket op stormede en gruppe Gestapo-mænd ind i lejligheden og overmandede dem begge, i en skuffe fandt de Schwartz pistol. Men oppe på loftet i ejendommen havde Erik gemt en lager af sprængstof som de ikke fandt. Først blev Erik ført nedad trappen og lige efter Schwartz . Således fik Schwartz lejlighed til at se, hvordan Erik nede på fortovet pludselig slog en Gestapo-mand ned og stak i løb. Måske havde han klaret den, hvis ikke en tilfældig forbipasserende var trådt i vejen for ham efter at have hørt råbet »Stop tyven«. Begge blev herefter udsat for hårdhændede forhør, Schwartz var ikke kendt af politiet og derfor var pistolen det eneste der forbandt ham med illegalt arbejde.
Schwartz blev anklaget for ulovlig våbenbesiddelse og besluttede sig derfor at sætte alt på et kort og fortalte Gestapo-folkene, at han allerede den næste dag skulle møde den mand, der havde givet ham pistolen til opbevaring. Tyskerne lod sig narre og troede på Schwartz, da han fortalte, at hvis de gik med til mødet, ville han udpege manden for dem. For sent opdagede Schwartz at det næste dag var Kristi himmelfartsdag, så da han ved 16.00 tiden stod sammen med intet mindre end 12 Gestapo-folk på Strøget ved Nytorv var der mod hans beregninger temmelig mennesketomt på gaden. Schwartz forsøgte længe at trække tiden ud i håb om at der ville komme flere mennesker, han kritiserede at de mange Gestapo-folk var for lette at genkende for en mistænksom sabotør, og det lykkedes ham at få spredt bevogtningen så meget at han til sidst var alene med to mand på et gadehjørne. Til sidst tog Schwartz chancen og pegede på en tilfældig mand et godt stykke nede af Strøget »der er han« begge Gestapo-folk kiggede i retningen, Schwartz slog til dem af al sin magt og begyndte at løbe, og var så heldig at der et stykke oppe af Nørregade dukkede en klynge mennesker op og hurtigt snoede Schwartz sig ind imellem dem og et øjeblik efter var han væk i de små gader omkring Vor Frue kirke mens Gestapo-folkene råbene løb efter ham og forgæves søgte at komme til at skyde efter ham. Nu var der pludselig kommet for mange tilfældige forbipasserende i vejen. Forpustet og rystet nåede Schwartz omsider ud til Grønningen hvorfra han drog videre ud til en kvindelig bekendt. Hun tog vel imod ham og da han var faldet lidt til ro begyndte han at vaske sig, og så ringede det på døren. I døren var der et lille kikhul og et kort blik var nok. Tyskere. Hurtigt løb han ud til bagdøren der var ingen tyskere, endnu med sæbe i ansigtet sprang han ned af køkkentrappen og snart var han væk. Desværre kendte Schwartz ikke kammeraternes illegale adresser, tilsyneladende heller ikke mødestedet på Gasværksvej, og Preben Hagelin, Kaj Schiøth og Edvard Sommer som endnu boede legalt kendte han ikke efternavnene på og derfor var det ham ikke muligt at advare dem. 
Kort efter gik Henning Schwartz under jorden, farvede sit Hvide hår Sort og flygtede derefter til det neutrale  Sverige. I Sverige genforenedes han med gruppekammeraterne Bob Ramsing, Peter Ilsøe & Jørgen oksen. Her forsøgte de at rede trådene til oprulningen af gruppen ud 
I 1963 berettede Bob Ramsing at det formentligt var en nær kammerat til Schwartz, som havde optrådt som stikker. En person der tidligere havde været inde i det illegale arbejde med gruppen Gunnar de Hemmer Hennetved alias 'Eisen' og som senere blev likvideret i Tokkekøb Hegn af Bent Faurschou Hviid "Flammen" og muligvis Jørgen Haagen Schmith "Citronen" da han yderligere havde stukket modstandsmanden Bent Høgsbro Østergaard "Gemüse" I et brev fra moderen til en arresteret datter sammen med Ejnar Griff skrev hun følgende til politiinspektør Wolf: “Jeg sagde til Schwartz og til en af hans kammerater at jeg ikke kunne forstå at de stolede på den mand, men det gjorde de fuldt ud og min datter også den gang" 
Den 23. juni 1944 blev Schwartz kammerat Christian Ulrik Hansen henrettet i Ryvangen som repressalie for sabotagen på Riffelsyndikatet.
Natten til den 9 august 1944 blev gruppekammeraterne: Preben Hagelin, Kai Holger Schiøth, Per Sonne, Erik Nyemann & Eduard Sommer, nedskudt ved Rorup ved Osted, angiveligt under flugtforsøg. Ligene blev læsset på vognen igen, og kørt til Shellhuset´s kælder, hvor de lå et par dage inden de blev kørt til Ryvangen og begravet.
Henning Schwartz er begravet på Søllerød Kirkegård.